# Copa Sultão Azlan Shah de Hóquei sobre a grama de 2019
A Copa Sultão Azlan Shah de Hóquei sobre a grama de 2019 (em inglês: 2019 Sultan Azlan Shah Field Hockey Cup) foi a 28ª edição deste torneio, cuja administração e realização couberam a Confederação de Hóquei da Malásia (em inglês: Malaysian Hockey Confederation - MHC). A cidade de Ipoh, localizada no Estado malaio de Perak, sediou este evento pela décima terceira vez consecutiva, cujo local das partidas foi o Azlan Shah Stadium.
A seleção da Austrália era a campeã anterior desta competição, com a quarta conquista nos últimas seis decisões seguidas disputadas pela equipe. A Coreia do Sul, após ter derrotado a seleção da Índia nas penalidades extras, sagrou-se campeã desta edição.

## Regulamento e participantes
Em sua fase inicial, a competição seguiu-se com a disputa por pontos corridos, na qual todas as equipes se enfrentaram em turno único. Após as cinco rodadas terem sido disputadas, a classificação obtida designou as disputas pelo quinto lugar, do terceiro posto e do título desta Copa Sultão Azlan Shah.
Além dos anfitriões da Malásia, inicialmente se fariam presentes nesta competição as seleções da África do Sul, Canadá, Coreia do Sul, Índia e Japão. Contudo, a representação sul-africana (inserida neste evento no lugar da Irlanda) desistiu de disputá-lo, sob a alegação de problemas financeiros. A Polônia, posteriormente, aceitou o convite e adentrou ao torneio.
Com o andamento da Liga Profissional de 2019 as seleções de Argentina, Austrália e Reino Unido não se fizeram presentes nesta edição da Copa Sultão Azlan Shah, cujas vagas foram conferidas para os canadenses, sul-coreanos e japoneses.

## Jogos da Copa Sultão Azlan Shah de 2019
Seguem-se, abaixo, as partidas deste torneio.
- Todas as partidas seguiram o fuso horário malaio (UTC+8).
- O campeonato foi transmitido para a televisão na Índia (Star Sports) e na Malásia (Astro Arena), além do streaming mundial pela internet (via Hotstar.com).[2]

### Primeira fase

#### 1ª rodada
| 23 de março |       |     |       |         |  |  |
| 16:05       | Índia | 2-0 | Japão | Reporte |  |  |

| 23 de março |        |     |               |         |  |  |
| 18:05       | Canadá | 3-6 | Coreia do Sul | Reporte |  |  |

| 23 de março |         |     |         |         |  |  |
| 20:35       | Malásia | 5-1 | Polônia | Reporte |  |  |

#### 2ª rodada
| 24 de março |       |     |               |         |  |  |
| 16:05       | Índia | 1-1 | Coreia do Sul | Reporte |  |  |

| 24 de março |        |     |         |         |  |  |
| 18:05       | Canadá | 4-0 | Polônia | Reporte |  |  |

| 24 de março |       |     |         |         |  |  |
| 20:35       | Japão | 3-4 | Malásia | Reporte |  |  |

#### 3ª rodada
| 26 de março |       |     |        |         |  |  |
| 16:05       | Japão | 1-2 | Canadá | Reporte |  |  |

| 26 de março |         |     |               |         |  |  |
| 18:05       | Polônia | 2-3 | Coreia do Sul | Reporte |  |  |

| 26 de março |         |     |       |         |  |  |
| 20:35       | Malásia | 2-4 | Índia | Reporte |  |  |

#### 4ª rodada
| 27 de março |         |     |       |         |  |  |
| 16:05       | Polônia | 0-3 | Japão | Reporte |  |  |

| 27 de março |        |     |       |         |  |  |
| 18:05       | Canadá | 3-7 | Índia | Reporte |  |  |

| 27 de março |               |     |         |         |  |  |
| 20:35       | Coreia do Sul | 2-1 | Malásia | Reporte |  |  |

#### 5ª rodada
| 29 de março |       |      |         |         |  |  |
| 16:05       | Índia | 10-0 | Polônia | Reporte |  |  |

| 29 de março |               |     |       |         |  |  |
| 18:05       | Coreia do Sul | 4-2 | Japão | Reporte |  |  |

| 29 de março |         |     |        |         |  |  |
| 20:35       | Malásia | 3-2 | Canadá | Reporte |  |  |

#### Classificação final - Primeira fase
Segue-se a classificação final da fase classificatória.
| Col. | Equipe        | Pts | J | V | E | D | GF | GC | Saldo |
| ---- | ------------- | --- | - | - | - | - | -- | -- | ----- |
| 1º   | Índia         | 13  | 5 | 4 | 1 | 0 | 24 | 6  | +18   |
| 2º   | Coreia do Sul | 13  | 5 | 4 | 1 | 0 | 16 | 9  | +7    |
| 3º   | Malásia       | 9   | 5 | 3 | 0 | 2 | 15 | 12 | +3    |
| 4º   | Canadá        | 6   | 5 | 2 | 0 | 3 | 14 | 17 | -3    |
| 5º   | Japão         | 3   | 5 | 1 | 0 | 4 | 9  | 12 | -3    |
| 6º   | Polônia       | 0   | 5 | 0 | 0 | 5 | 3  | 25 | -22   |

Regras gerais - Primeira Fase (Appendix 2):
- Convenções: Pts = pontos, J = jogos, V = vitórias, E = empates, D = derrotas, GF = gols feitos, GC = gols contra, Saldo = diferença de gols.
- Critérios de pontuação: vitória = 3, empate = 1, derrota = 0.

### Fase final
| 30 de março |       |     |         |         |  |  |
| 5/6 15:40   | Japão | 6-1 | Polônia | Reporte |  |  |

| 30 de março |         |     |        |         |  |  |
| 3/4 18:05   | Malásia | 4-2 | Canadá | Reporte |  |  |

| 30 de março |       |               |               |         |  |  |
| 1/2 20:35   | Índia | 1-1 (pn: 2-4) | Coreia do Sul | Reporte |  |  |

### Classificação final e premiações
| Colocação | Equipe        |
| --------- | ------------- |
| 1         | Coreia do Sul |
| 2         | Índia         |
| 3         | Malásia       |
| 4         | Canadá        |
| 5         | Japão         |
| 6         | Polônia       |

Nas premiações individuais, destacaram-se:
- Prêmio fair play: Japão.
- Melhor jogador: Surender Kumar (Índia).
- O jogador da partida (Final): Jang Jong-hyun (Coreia do Sul).
- Melhor goleiro: Kim Jae-hyeon (Coreia do Sul).
- Goleadores: Mandeep Singh (Índia) e Jang Jong-hyun (Coreia do Sul) = 7 gols cada.